# NGC 918
NGC 918 este o galaxie activă situată în constelația Berbecul. A fost descoperită în 1831 de către John Herschel. Se află la o distanță de 16,14 megaparseci de Pământ.